# 20th Century Girl
Storia d'amore
20th Century Girl (20세기 소녀?, 20segi sonyeoLR) è un film sudcoreano del 2022 diretto da Bang Woo-ri.

## Trama
Nel 1999 un'adolescente innamorata di un ragazzo della scuola dà incarico alla sua migliore amica di sorvegliarlo e quest'ultima si ritroverà coinvolta a sua volta in una storia d'amore.

## Distribuzione
Il film è stato distribuito sulla piattaforma Netflix il 21 ottobre 2022.